# Dagnum

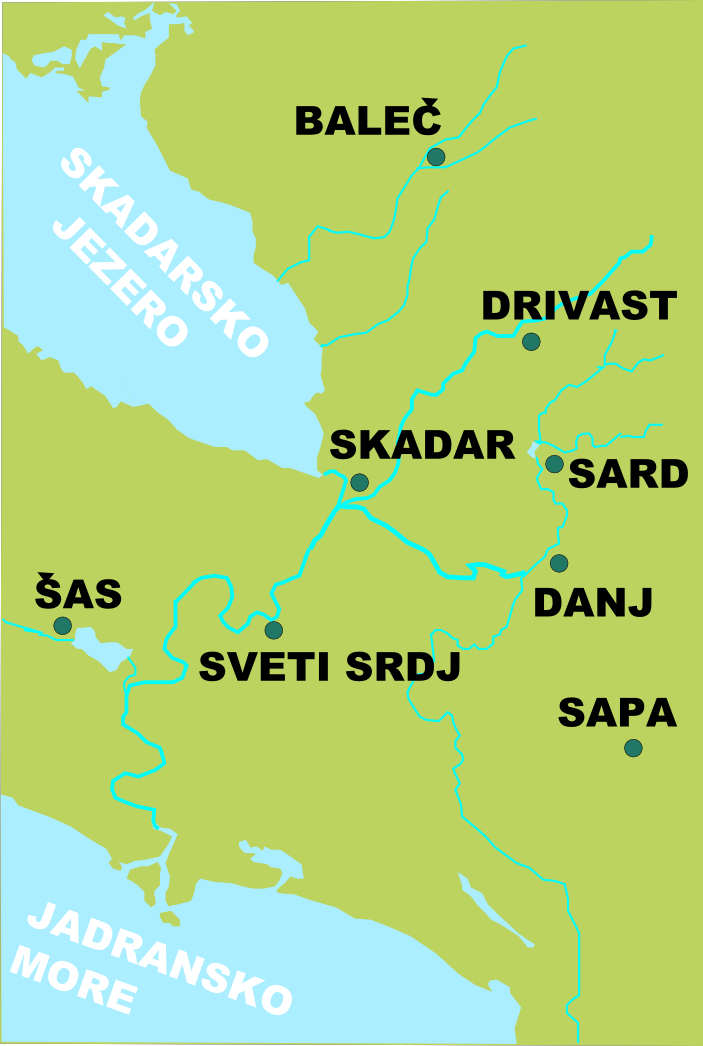
Dagnum et les villes voisines (sur la carte : "Danj", au centre-est).

Dagnum (en albanais : Danjë or Dejë, en serbe : Danj, en italien : Dagno) était une ville, un évêché et une forteresse médiévale importante située sur le territoire de l'Albanie actuelle. Elle fut sous contrôle serbe, vénitien et ottoman et reste aujourd'hui un siège titulaire catholique latin. Elle est proche de la ville moderne de Vau i Dejës .

## Histoire
Entre 1081 et 1116, Dagnum appartenait au royaume de Dioclée.
Le traité de paix entre Raguse et la Serbie fut conclu à Dagnum le 25 mars 1326, en présence du vojvoda Mladen et du čelnik Đuraš Ilijić (en).
Jusqu'en 1395, Sati (en) (dont le châtelain était Koja Zaharia (en)) et Dagnum appartenaient à un fief de Konstantin Balšić (en) et faisaient partie intégrante de la seigneurie de Zeta sous Đurađ II Balšić (en). En 1395, Balšić céda Sati avec Scutari (et donc avec Dagnum) et Drivast à la république vénitienne. L'intention de Balšić était de créer une zone tampon entre la partie restante de son royaume et l'Empire ottoman. Toutefois, Zaharia refusa de permettre aux Vénitiens de prendre le contrôle de Sati. Il se proclama le seigneur de Sati et Dagnum ("dominus Sabatensis et Dagnensis") après avoir pris Dagnum en 1396, qui devint le siège de son domaine.
En 1429, Stefan Maramonte (en), soutenu par les Ottomans et les forces de Gojčin Crnojević (en) et du Petit Tanush (en), pilla la région autour de Scutari et Ulcinj et attaqua Drivast en 1429, mais sans réussir à prendre la ville. Alors que les forces vénitiennes étaient occupées à lutter pour repousser cette attaque, les forces ottomanes prirent Dagnum ainsi que le territoire de Dukagjini et confièrent sa gestion au voïvode ottoman Ismail.
Après avoir reçu des informations erronées sur la mort du sultan ottoman Murad II, Gjergj Arianiti souleva une grande rébellion contre les Ottomans en 1432, qui aura duré jusqu'en 1436. Nicholas Dukagjini (en), cependant, profita de cette rébellion et reprit les anciennes terres de sa famille, tout en acceptant la suzeraineté vénitienne. Il céda Dagnum à Venise. Venise apprit rapidement que le sultan Murad II était en fait vivant. Craignant de provoquer les Ottomans, ils rompirent toutes leurs relations avec Dukagjini et transférèrent le contrôle de Dagnum aux Ottomans en 1435.
Les membres de la Ligue de Lezhë albanaise , Nikollë Dukagjini et Lekë Zaharia (en), seigneur de Dagnum, se disputaient pour savoir qui devait épouser Irene Dushmani (en albanais : Jerina Dushmani), la seule enfant de Lekë Dushmani, prince de Zadrima. Les princes albanais furent invités au mariage de la sœur cadette de Skanderbeg, Mamica, qui allait se marier avec Muzaka Thopia en 1445. Irène arriva au mariage et les hostilités commencèrent aussitôt. Dukagjini demanda à Irene de l'épouser, mais Zaharia, ivre, le vit et agressa Dukagjini. Certains nobles tentèrent de s'interposer, mais en vain, sinon pire, puisque plus de personnes encore finirent impliquées dans le conflit. Ce dernier fit de nombreux morts avant que la paix ne soit établie. Aucun des deux antagonistes n'avait été blessé physiquement, mais Dukagjini se sentait moralement humilié. Pour se venger, Dukagjini tendit une embuscade et tua Zaharia en 1447.
Cet événement entraîna l'hostilité de la ville envers la Ligue albanaise. Venise envoya rapidement une force vers Dagnum et la population locale apporta son soutien à Venise, la mère de Zaharia incluse. Venise entreprit par la suite d'accaparer le reste des avoirs de Zaharia avec l'accord de sa mère, notamment Sati, Gladri et Dushmani. Skanderbeg avait ordonné la restitution de ces villes, ainsi que de Drivast, mais Venise refusa. La Ligue albanaise envoya alors des émissaires à leurs voisins du nord, la principauté de Zeta (sous Stefan Crnojević (en)) et le despotat de Serbie (sous Đurađ Branković) pour aider la Ligue contre leurs ennemis vénitiens. Branković exprima sa volonté de s'allier contre Venise, mais indiqua clairement qu'il n'apporterait aucune aide contre les Ottomans, leur ennemi commun.
Skanderbeg ordonna l'invasion de Dagnum en 1447. Les Vénitiens considéraient cependant cette ville comme plus importante que leur guerre avec les Ottomans. Venise offrit un prix à toute personne qui pourrait assassiner Skanderbeg. Venise envoya même des émissaires aux Ottomans pour leur demander d'attaquer à nouveau l'Albanie.
Skanderbeg entendit que Venise avait envoyé une force pour protéger Dagnum. Il y laissa une petite force pour continuer le siège de la ville. Pendant ce temps, Skanderbeg prit la route pour rencontrer l'armée vénitienne à la rivière Drin. Dans ce qui est aujourd'hui connu comme la bataille du Drin, la Ligue de Lezhë l'emporta sur les Vénitiens en 1448.
La présence vénitienne se réduisit alors à de petites garnisons dans plusieurs villes fortifiées, incluant Dagnum. Les Vénitiens ouvrirent des négociations de paix avec les Albanais à Lezhë et la paix fut signée entre les parties le 4 octobre 1448. Le traité stipulait que Venise paierait 1 400 ducats par an à Skanderbeg et ses héritiers masculins et que Dagnum - et toutes les terres qui l'entouraient - seraient cédées à Venise.
Lekë Dukagjini combattit les Vénitiens pour le contrôle de Dagnum en 1456. Cette même année, Dukagjini s'empara de la ville, mais Venise la reprit en août 1457. Les forces vénitiennes dirigées par Andrea Venier (en) étaient soutenues par Skanderbeg. Dukagjini fit finalement la paix avec Venise en 1459.
En 1474, les Ottomans lancèrent une attaque contre les Zeta de Crnojević et de Venise (autour du lac Scutari). Cette guerre se conclut par la prise de la ville. Les Ottomans n'avaient aucune intention de réellement annexer la ville, ils se contentèrent d'en démolir les fortifications.

## Sources et liens externes
- Božić, Ivan (1979), Nemirno pomorje XV veka (en serbe), Beograd: Srpska književna zadruga, (OCLC 5845972)